# Aguais
L'Aguais est un ancien « pays » de Gascogne correspondant à l'aire d'influence de Dax

## Historique
L'étymologie de l'Aguais est la même que celle de la ville de Dax (du latin Aquæ : l'eau). Son territoire est celui de l'ancien diocèse de Dax : il inclut une grande partie de l'ouest de l'actuel département français des Landes, hormis le pays de Born et se prolonge en pointe vers le sud dans l'actuel département des Pyrénées-Atlantiques.